# Упознајте Џоа Блека
Упознајте Џоа Блека (енгл. Meet Joe Black) је америчка филмска драма са елементима фантазије из 1998. године, са Бредом Питом, Ентонијем Хопкинсом и Клер Форлани у главним улогама. Филм је режирао Мартин Брест.

## Радња
Прича о анђелу смрти, који одлучује да одустане од својих уобичајених обавеза да би био међу људима. У те сврхе, он се усељава у тело трагично преминулог младића (Бред Пит), који се претходно у кафићу срео са Сузан (Клер Форлани), ћерком медијског могула Вилијама Периша (Ентони Хопкинс). Појављује се у Перишовој кући уочи магнатовог 65. рођендана.
Смрт склапа договор са Перишом: Вилијам ће бити његов водич у људски свет, а Перишова смрт ће бити одложена. Тајкун представља Смрт својој породици и вољенима као Џоа Блека, али не објашњава ко је он. Сузан, која је присутна на вечери, изненађена је и истовремено одушевљена што је упознала истог младића којег је упознала у кафићу и који јој се јако допао. Џо Блек невешто, али са ентузијазмом урања у свет ствари, укусне хране и међуљудских односа. Једном у људском телу, Анђео смрти почиње да осећа нешто што у својој правој инкарнацији није у стању да осети – заљубљује се у Сузан. Она му узвраћа осећања, иако је изненађена драстичном променом његовог понашања. Видећи отворено испољавање њихових осећања, Периш постаје нервозан.
Џо прати Периша свуда, укључујући и састанак директора, где је планирано непријатељско спајање тајкунове компаније са конкурентима. Париш се оштро противио спајању. Један од чланова одбора, Дру, жели да склопи договор иза Перишових леђа. Након што је организовао састанак директора, Дру оптужује Периша да није у стању да води компанију. Периш не може да објасни својим подређенима шта Џо ради поред њега, и користећи ову слабост, Дру га приморава да донесе одлуку да поднесе оставку и пристане на спајање.
Стиже дан прославе јубилеја који се прославља са великом помпом. Убрзо, Џо обавештава магната да се заљубио у своју ћерку и одлучио да је поведе са собом. Периш успева да убеди Смрт да то не ради, али заузврат одлаже рок за извршење посла до краја прославе годишњице. Џо проналази Сузан међу гостима и обавештава је да одмах после празника мора да оде заувек и скоро признаје ко је он заправо.
Пре годишњице, Перишов зет, Квинс, признаје свом тасту да га је ненамерно издао дајући Друу информације које су му биле потребне да отпусти Периша. Џо неочекивано позива Периша да се обрачуна са Дру и обећава да ће због тога одложити смрт магната. Током састанка, Џо се представља као тајни агент пореске управе и прети Друу да уговор садржи елементе злочина и да би могао да заврши иза решетака. Дру, под притиском претњи, повлачи свој захтев за смену Периша са места шефа компаније.
Прослава се завршава ватрометом. Јунак дана се опрашта од гостију и од своје ћерке. Заједно са Џоом се пењу уз степенице које воде у дубину парка и нестају из видокруга, али после неког времена само Џо излази да сретне узбуњену Сузан која је кренула за њима. Он каже да се након састанка у кафићу ничега не сећа. По његовом понашању, Сузан нагађа да је испред ње исти онај момак из кафића који јој се толико допао, али са тугом схвата да Џо којег је познавала однедавно никада неће бити.

## Улоге
| Глумац           | Улога                           |
| ---------------- | ------------------------------- |
| Бред Пит         | Џо "Смрт" Блек /младић у кафићу |
| Ентони Хопкинс   | Вилијам „Бил“ Париш             |
| Клер Форлани     | Сузан Париш                     |
| Џејк Вебер       | Дру                             |
| Марша Геј Харден | Алисон Париш                    |
| Џефри Тамбор     | Квинс                           |
| Дејвид С. Хауард | Еди Слоун                       |